# Rödnäbbad skärnäbb
Rödnäbbad skärnäbb (Campylorhamphus trochilirostris) är en fågel i familjen ugnfåglar inom ordningen tättingar.

## Utseende
Rödnäbbad skärnäbb känns lätt igen på sin röda, långa och kraftigt böjda näbb. I övrigt är den en typisk trädklättrare, mestadels varmbrun med beigefärgade streck på huvud och bröst. Mycket lika arten amazonskärnäbb har igenomsnitt mindre streckning på ryggen, men detta varierar geografiskt. 

## Utbredning och systematik
Rödnäbbad skärnäbb delas in i tolv underarter med följande utbredning:
- Campylorhamphus trochilirostris brevipennis – tropiska östra Panama (kanalzonen till Darién) och nordvästra Colombia
- Campylorhamphus trochilirostris venezuelensis – lokalt i norra Colombia och norra och centrala Venezuela
- Campylorhamphus trochilirostris thoracicus – kustnära sydvästra Colombia (sydvästra Nariño) och västra Ecuador
- Campylorhamphus trochilirostris zarumillanus – kustnära områden i nordvästra Peru (Tumbes och Piura)
- Campylorhamphus trochilirostris napensis – västra Amazonområdet (östra Ecuador och östra Peru)
- Campylorhamphus trochilirostris notabilis – västra Amazonområdet (Brasilien söder om Amazonfloden, mellan floderna Purus och Madeira)
- Campylorhamphus trochilirostris snethlageae – centrala Amazonområdet (Brasilien, mellan floderna Madeira och Tapajós)
- Campylorhamphus trochilirostris devius – sydvästra Amazonområdet (norra Bolivia i La Paz och Cochabamba)
- Campylorhamphus trochilirostris lafresnayanus – östra Bolivia till sydvästra Brasilien (västra Mato Grosso) och Chaco i västra Paraguay
- Campylorhamphus trochilirostris hellmayri – sydvästra Paraguay (Ñeembucú) och norra Argentina
- Campylorhamphus trochilirostris major – inre östra och södra Brasilien (från Piauí till Minas Gerais och västra Paraná)
- Campylorhamphus trochilirostris trochilirostris – kustnära östra Brasilien (från Pernambuco till sydöstra Bahia)

## Levnadssätt
Rödnäbbad skärnäbb hittas i skogsområden, vanligen torrare sådana än brunnäbbad skärnäbb, under 1000 meters höjd men lokalt högre upp. Liksom andra trädklättrare klättrar den uppför trädstammar och grenar. Den ses oftast som en del av kringvandrande artblandade flockar i skogen, ibland även i intilliggande ungskog.

## Status och hot
Arten har ett stort utbredningsområde, men tros minska i antal, dock inte tillräckligt kraftigt för att den ska betraktas som hotad. Internationella naturvårdsunionen IUCN listar arten som livskraftig (LC). Beståndet uppskattas till i storleksordningen en halv miljon till fem miljoner vuxna individer.